# Britta Herz
Britta Herz (* 1967), seit ihrer Heirat Britta Neigel,  ist eine deutsche Autorin von Fantasy-Romanen, auch unter dem Pseudonym Mechthild Henschel. Für das deutsche Rollenspiel „Das Schwarze Auge“ war sie als Chefredakteurin für das zweimonatlich erscheinende Magazin Aventurischer Bote tätig, gefolgt von Carolina Möbis, Serina Hänichen und seit 2019 Johannes Kaub. Herz wirkte an zahlreichen weiteren Veröffentlichungen zur Spielwelt Aventurien mit. Sie ist die Herausgeberin des 2000 erschienenen Kurzgeschichtenbandes Gassengeschichten aus der Reihe der Aventurien-Romane, schrieb und veröffentlichte aber auch abseits der Welt des Schwarzen Auges.

## Publikationen (Auszug)
- König der Diebe. Heyne-Verlag, München 2004, ISBN 3-453-87076-X.
- Gassengeschichten. Heyne-Verlag, München 2000, ISBN 3-453-17233-7.
- Der geheime Pfad. Heyne-Verlag, München 2002, ISBN 3-453-21387-4.
- Rauhes Land im Hohen Norden. Das Bornland und die Heimat der Nivesen. Fantasy Productions, Düsseldorf 1998, ISBN 3-89064-270-5.
- Schwerter & Helden. Fantasy Productions, Düsseldorf 2002, ISBN 3-89064-285-3.
- Stolze Schlösser, Dunkle Gassen. Kaiserstadt Gareth und die Kernlande des Mittelreichs. Fantasy Productions, Düsseldorf 1998, ISBN 3-89064-269-1.
- Geographia Aventurica. Die Welt des Schwarzen Auges. Fantasy Productions/Ulisses Spiele, Düsseldorf 2003, ISBN 3-940424-96-X.
- Kirchen, Kulte, Ordenskrieger. Fantasy Productions, Düsseldorf 2000, ISBN 3-89064-259-4.
- Myranische Mysterien. Fantasy Productions, Düsseldorf 2001, ISBN 3-89064-283-7.